# 安阳镇 (顺平县)
安阳镇，原为安阳乡，是中华人民共和国河北省保定市顺平县下辖的一个乡镇级行政单位。2021年10月撤乡设镇。

## 行政区划
安阳镇下辖以下地区：
西安阳村、东安阳村、李思庄村、刘各庄村、西白司城村、东白司城村、麦旺村、三角村、贾各庄村、贾西庄村、南峪村、新建村、罗各庄村、司仓村、史家沟村、雅子村、峰泉村、北湖村和永胜村。